# Eléa (Laconie)
Pour les articles homonymes, voir Eléa.
Eléa (grec moderne : Ελαία), Élea (Έλαια) ou Eliá (Ελιά), est un village grec du district régional de Laconie, appartenant au dème de Monemvasia.

## Situation
Le village est situé au bord du golfe de Laconie, à l'intersection des routes de Kato Glikovrisi à Asopos et Molaoi. 